# Neocorixa snowi
Neocorixa snowi är en insektsart som beskrevs av Hungerford 1925. Neocorixa snowi ingår i släktet Neocorixa och familjen buksimmare. Inga underarter finns listade i Catalogue of Life.